# Read My Mind
Read My Mind este al nouălea single al trupei de rock alternativ The Killers, respectiv al treilea single de pe al doilea album, Sam's Town. A fost lansat pe 26 februarie 2007 în Marea Britanie. A atins locul 15 în topul britanic și locul 62 în topul Billboard Hot 100.
Într-un interviu cu postul de radio Q101, vocalistul Brandon Flowers s-a referit la „Read My Mind” drept la cel mai bun cântec pe care l-a scris. Criticii au fost de acord cu el, „Read My Mind” primind laude din mai multe părți.
Neil Tennant și Chris Lowe (de la Pet Shop Boys) i-au văzut pe The Killers în concert la Brixton Academy la sfârșitul lui noiembrie 2006, și au discutat cu ei ideea unui remix pentru acest cântec. „Pet Shop Boys 'Stars are blazing' mix”, pe care se aud și vocile lui Tennant și Lowe, este unul din B-side-urile single-ului, și apare pe albumul Disco Four al celor de la Pet Shop Boys. Ziarul New York Times a numit această colaborare „o potrivire perfectă”.
Un remix al cântecului apare pe coloana sonoră al serialului Friday Night Lights.

## Lista melodiilor

### Ediția britanică 7" (Vertigo)
1. „Read My Mind” – 4:03
2. „Read My Mind” (Steve Bays Remix) - 3:30

### Ediția britanică CD (Vertigo)
1. „Read My Mind” – 4:03
2. „Read My Mind” (Pet Shop Boys Stars Are Blazing Mix) (Edit) - 4:02

### Ediția americană CD (Island)
1. „Read My Mind” (Pet Shop Boys Stars Are Blazing Mix) - 7:19
2. „Read My Mind” (Steve Bays Remix) - 3:30
3. „Read My Mind” (Like Rebel Diamonds Mix) - 4:11

### Ediția germană CD (Island)
1. „Read My Mind” (Album Version) - 4:03
2. „Read My Mind” (Pet Shop Boys Radio Edit) - 4:02
3. „Read My Mind” (Pet Shop Boys Instrumental) - 7:21
4. „Read My Mind” (Video)

### Ediția americană promo CD 12"(Island)

Coperta ediţiei 12" a single-ului „Read My Mind”

1. „Read My Mind” (Pet Shop Boys Radio Edit) - 4:02
2. „Read My Mind” (Gabriel & Dresden Radio Edit) - 4:43
3. „Read My Mind” (Linus Loves Radio Edit) - 4:32
4. „Read My Mind” (Steve Bays Remix) - 3:29
5. „Read My Mind” (Pet Shop Boys 'Stars Are Blazing' Mix) - 7:19
6. „Read My Mind” (Gabriel & Dresden Unplugged Mix) - 10:24
7. „Read My Mind” (Linus Loves Club Mix) - 7:25
8. „Read My Mind” (Pet Shop Boys 'Stars Are Blazing' Instrumental) - 7:21
9. „Read My Mind” (Gabriel & Dresden Unplugged Instrumental) - 9:55
10. „Read My Mind” (Linus Loves Dub) - 6:20

## Despre videoclip
Videoclipul piesei, regizat de Diane Martel, a fost filmat pe 10 ianuarie 2007, în Tokyo, cu puțin înainte ca trupa să plece în turneul din Noua Zeelandă și Australia.
Videoclipul nu are aproape nicio legătură cu cântecul: îi prezintă pe The Killers în Tokyo, petrecându-și timpul liber într-un mod plăcut. Ei merg pe diferite biciclete pe străzile din oraș (după cum anunțase de altfel Brandon Flowers într-un interviu: „Nu știm neapărat cum va fi, și oricum cred că ar trebui să lăsăm puțin loc imaginației voastre. Dar vom fi în Tokyo. Pe biciclete”). Diversele scene cu membrii trupei interacționând cu cultura japoneză sunt intercalate cu imagini de-ale lui Flowers cântând în mijlocul unei intersecții. Videoclipul se termină cu imaginea celor patru membri ai trupei într-un așa-numit „hotel capsulă”.

## Poziții în topuri
- 1 (US Hot Dance Club Play)
- 8 (US Modern Rock
- 15 (UK Singles Chart)
- 18 (Irlanda)
- 20 (Noua Zeelandă)
- 62 (Billboard Hot 100)